# Benson & Hedges International Open
O Benson & Hedges International Open foi um torneio masculino de golfe profissional, disputado na Inglaterra entre os anos de 1971 e 2003.
Foi criado em 1971 e durante os primeiros cinco anos era chamado de Benson & Hedges Festival of Golf. Foi patrocinado pela fabricante de cigarros Benson & Hedges. Fazia parte do calendário anual do Circuito Europeu de golfe desde a primeira temporada do circuito em 1972 até a última edição do torneio em 2003, após a proibição da publicidade de cigarros e patrocínio de eventos esportivos pelo governo britânico. O prêmio da última edição, em 2003, foi de €1.596.861.

## Campeões
| Ano                                | Campeão                            | País                               | Local                                | Pontuação                          | Ao par                             | Margem de vitória                  | Vice-campeão(ões)                    | Ref                                |
| Benson & Hedges International Open | Benson & Hedges International Open | Benson & Hedges International Open | Benson & Hedges International Open   | Benson & Hedges International Open | Benson & Hedges International Open | Benson & Hedges International Open | Benson & Hedges International Open   | Benson & Hedges International Open |
| ---------------------------------- | ---------------------------------- | ---------------------------------- | ------------------------------------ | ---------------------------------- | ---------------------------------- | ---------------------------------- | ------------------------------------ | ---------------------------------- |
| 2003                               | Paul Casey                         | Inglaterra                         | The Belfry                           | 277                                | −11                                | 4 tacadas                          | Pádraig Harrington                   | [ 1 ]                              |
| 2002                               | Ángel Cabrera                      | Argentina                          | The Belfry                           | 278                                | −10                                | 1 tacada                           | Barry Lane                           | [ 2 ]                              |
| 2001                               | Henrik Stenson                     | Suécia                             | The Belfry                           | 275                                | −13                                | 3 tacadas                          | Ángel Cabrera Paul McGinley          | [ 3 ]                              |
| 2000                               | José María Olazábal (2)            | Espanha                            | The Belfry                           | 275                                | −13                                | 3 tacadas                          | Phillip Price                        | [ 4 ] [ 5 ]                        |
| 1999                               | Colin Montgomerie                  | Escócia                            | The Oxfordshire Golf Club            | 273                                | −15                                | 3 tacadas                          | Ángel Cabrera Per-Ulrik Johansson    |                                    |
| 1998                               | Darren Clarke                      | Irlanda do Norte                   | The Oxfordshire Golf Club            | 273                                | −15                                | 3 tacadas                          | Santiago Luna                        |                                    |
| 1997                               | Bernhard Langer (2)                | Alemanha                           | The Oxfordshire Golf Club            | 276                                | −12                                | 2 tacadas                          | Ian Woosnam                          |                                    |
| 1996                               | Stephen Ames                       | Trinidad e Tobago                  | The Oxfordshire Golf Club            | 283                                | −5                                 | 1 tacada                           | Jon Robson                           |                                    |
| 1995                               | Peter O'Malley                     | Austrália                          | St Mellion International Hotel, G&CC | 280                                | −8                                 | 1 tacada                           | Mark James Costantino Rocca          |                                    |
| 1994                               | Seve Ballesteros                   | Espanha                            | St Mellion International Hotel, G&CC | 281                                | −7                                 | 3 tacadas                          | Nick Faldo                           |                                    |
| 1993                               | Paul Broadhurst                    | Inglaterra                         | St Mellion International Hotel, G&CC | 276                                | −12                                | 1 tacada                           | Mark James José María Olazábal       |                                    |
| 1992                               | Peter Senior                       | Austrália                          | St Mellion International Hotel, G&CC | 287                                | −1                                 | Playoff                            | Tony Johnstone                       |                                    |
| 1991                               | Bernhard Langer                    | Alemanha                           | St Mellion International Hotel, G&CC | 286                                | −2                                 | 2 tacadas                          | Vijay Singh                          |                                    |
| 1990                               | José María Olazábal                | Espanha                            | St Mellion International Hotel, G&CC | 279                                | −9                                 | 1 tacada                           | Ian Woosnam                          |                                    |
| 1989                               | Gordon Brand, Jnr                  | Escócia                            | Fulford Golf Club                    | 272                                | −12                                | 1 tacada                           | Derrick Cooper                       |                                    |
| 1988                               | Peter Baker                        | Inglaterra                         | Fulford Golf Club                    | 271                                | −17                                | Playoff                            | Nick Faldo                           |                                    |
| 1987                               | Noel Ratcliffe                     | Austrália                          | Fulford Golf Club                    | 275                                | −13                                | 2 tacadas                          | Ove Sellberg                         |                                    |
| 1986                               | Mark James                         | Inglaterra                         | Fulford Golf Club                    | 274                                | −14                                | Playoff                            | Hugh Baiocchi Lee Trevino            |                                    |
| 1985                               | Sandy Lyle                         | Escócia                            | Fulford Golf Club                    | 274                                | −14                                | 1 tacada                           | Ian Woosnam                          |                                    |
| 1984                               | Sam Torrance                       | Escócia                            | Fulford Golf Club                    | 270                                | −18                                | 1 tacada                           | Wayne Grady                          |                                    |
| 1983                               | John Bland                         | África do Sul                      | Fulford Golf Club                    | 273                                | −15                                | 1 tacada                           | Bernhard Langer                      |                                    |
| 1982                               | Greg Norman                        | Austrália                          | Fulford Golf Club                    | 283                                | −5                                 | 1 tacada                           | Bob Charles Graham Marsh Ian Woosnam |                                    |
| 1981                               | Tom Weiskopf                       | Estados Unidos                     | Fulford Golf Club                    | 272                                | −16                                | 1 tacada                           | Eamonn Darcy Bernhard Langer         |                                    |
| 1980                               | Graham Marsh                       | Austrália                          | Fulford Golf Club                    | 272                                | −16                                | 2 tacadas                          | John Bland                           |                                    |
| 1979                               | Maurice Bembridge                  | Inglaterra                         | St. Mellion Golf and Country Club    | 272                                | −8                                 | 2 tacadas                          | Ken Brown                            |                                    |
| 1978                               | Lee Trevino                        | Estados Unidos                     | Fulford Golf Club                    | 274                                | −10                                | Playoff                            | Neil Coles Noel Ratcliffe            |                                    |
| 1977                               | Antonio Garrido                    | Espanha                            | Fulford Golf Club                    | 280                                | −4                                 | 3 tacada                           | Bob Charles                          |                                    |
| 1976                               | Graham Marsh                       | Austrália                          | Fulford Golf Club                    | 272                                | −12                                | 2 tacadas                          | Mark James                           |                                    |
| Benson & Hedges Festival of Golf   |                                    |                                    |                                      |                                    |                                    |                                    |                                      |                                    |
| 1975                               | Vicente Fernández                  | Argentina                          | Fulford Golf Club                    | 266                                | −18                                | 1 tacada                           | Maurice Bembridge                    |                                    |
| 1974                               | Philippe Toussaint                 | Bélgica                            | Fulford Golf Club                    | 276                                | −8                                 | Playoff                            | Bob Shearer                          |                                    |
| 1973                               | Vin Baker                          | África do Sul                      | Fulford Golf Club                    | 276                                | −8                                 | 2 tacada                           | Dale Hayes                           |                                    |
| 1972                               | Jack Newton                        | Austrália                          | Fulford Golf Club                    | 281                                | −3                                 | 1 tacada                           | Harry Bannerman                      |                                    |
| 1971                               | Tony Jacklin                       | Inglaterra                         | Fulford Golf Club                    | 279                                | −5                                 | Playoff                            | Peter Butler                         | [ 6 ]                              |